# The Golden Rump
The Golden Rump é uma peça farsesca de autoria desconhecida que teria sido escrita em 1737. Foi o principal gatilho para o Ato de Licenciamento Teatral de 1737. A peça nunca foi apresentada no palco ou publicada no prelo. Nenhum manuscrito da peça sobreviveu, lançando algumas dúvidas sobre se ela já existiu na íntegra. A autoria da peça tem sido muitas vezes atribuída a Henry Fielding, na época um dramaturgo popular e prolífico que muitas vezes virou sua sátira incisiva contra o monarca, George II, e particularmente o "primeiro-ministro", Sir Robert Walpole. Os historiadores literários modernos, no entanto, abraçam cada vez mais a opinião de que The Golden Rump pode ter sido secretamente encomendado pelo próprio Walpole em uma tentativa bem-sucedida de fazer com que seu projeto de lei para licenciamento teatral fosse aprovado antes do legislativo.